# کائوله

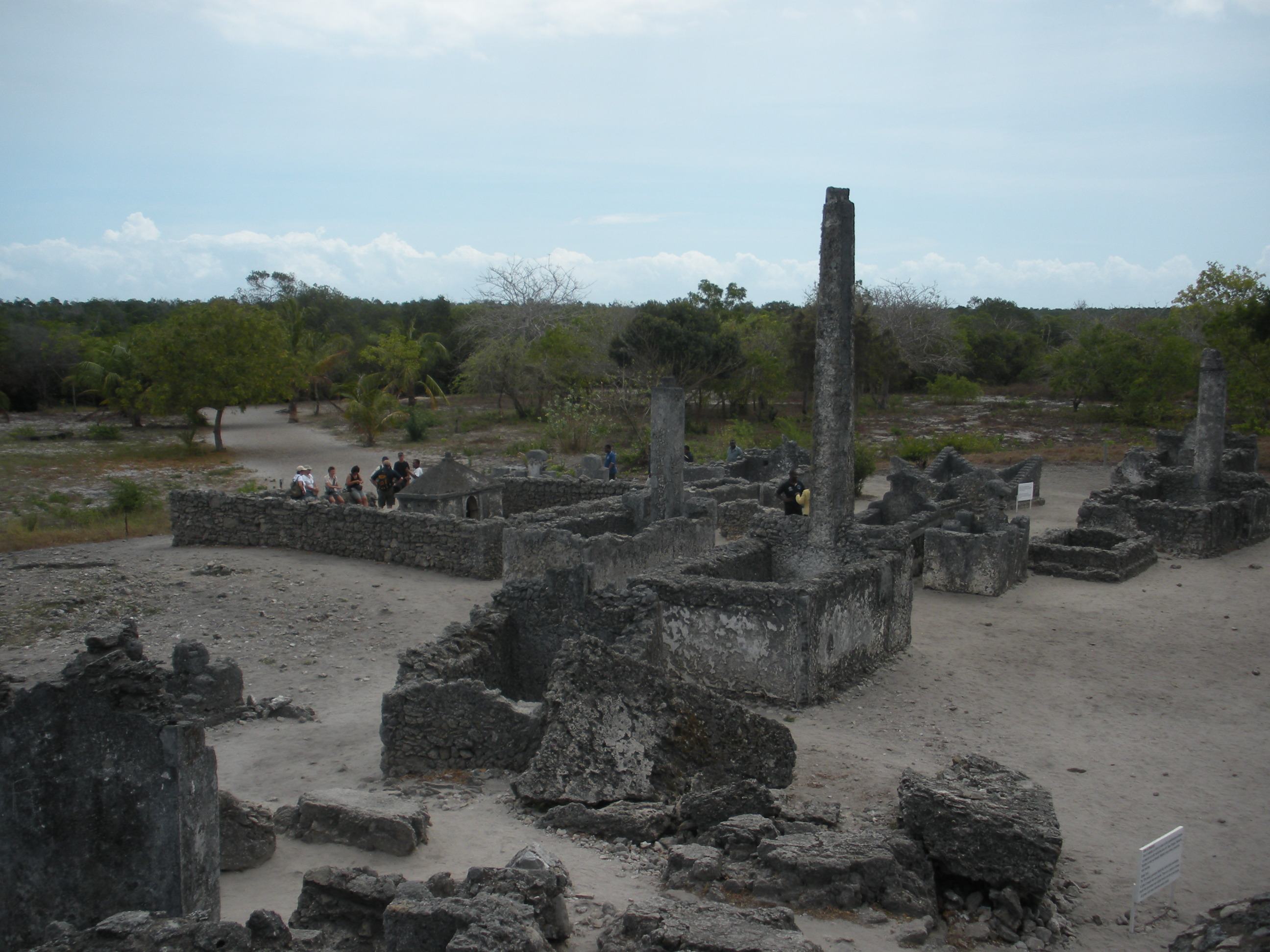
ویرانه‌های کائوله.

کائوله (انگلیسی: Kaole) یک روستا و هم‌چنین محوطه تاریخی در کشور تانزانیا است. محوطه شهر تاریخی کائوله یکی از مهم‌ترین سایت‌های تاریخی تانزانیاست که در سال ۱۹۶۴ میلادی در فهرست آثار تاریخی تانزانیا به ثبت رسیده و مورد حفاظت (هر چند ابتدایی) قرار گرفته‌است. کائوله امروزه به شکل یک روستا و ذیل شهر باگامویو در۶۴ کیلومتری دارالسلام قرار دارد.

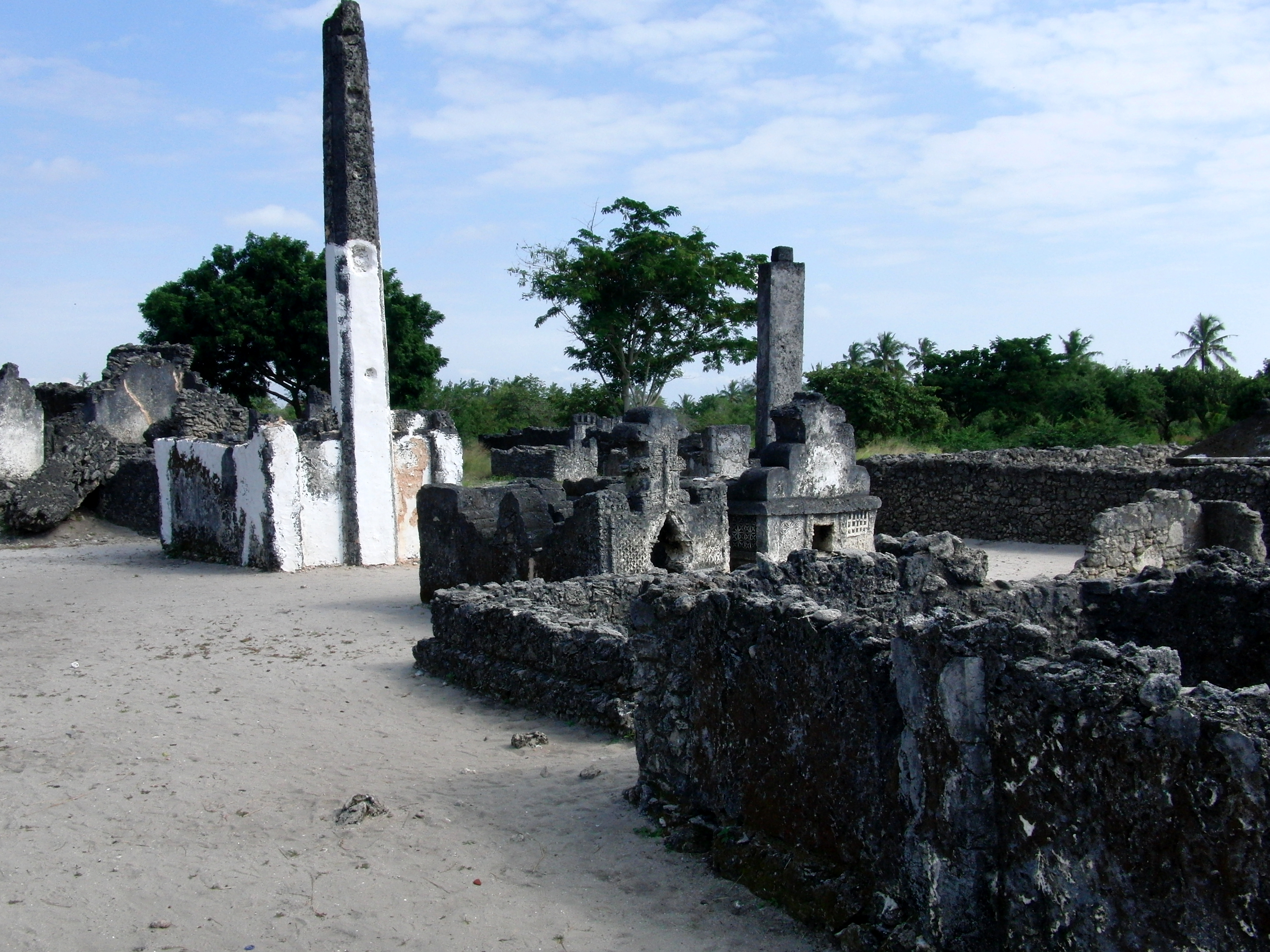
بازمانده یک مسجد و شماری از گورها در کائوله.

## پیشینه
از شهر قرون وسطایی کائوله اطلاعات کمی موجود است. هیچ سرنخی از وقایع‌نامه‌های شیرازی‌ها یا ابتدای دورهٔ پرتغالی در مورد این مکان وجود ندارد و به احتمال زیاد نام اصلی آن کائوله نبوده‌است. در میان خرابه‌ها می‌توان به بقایای دو مسجد که محراب و چند دیوار از آن باقی مانده، ۲۲ قبر که عمدتاً به افراد دیوانی یا روحانیون بلندپایه تعلق دارد، پایه‌ها و دیوارهای کوتاهی از یک بنا که احتمالاً مدرسه و بنای مسکونی بوده و یک چاه آب که اتاقکی در کنار آن ساخته شده اشاره کرد.
مسجد اصلی، از قدیمی‌ترین مساجد در شرق آفریقا دارای مؤلفه‌های قرن هفتم میلادی است ولی پژوهشگران تاریخ ساخت آن را در قرن دوازده و سیزده محتمل‌تر می‌دانند. با توجه به مکان جغرافیایی و اینکه سازهٔ غیرمذهبی در محل خرابه‌ها یافت نشده نیز احتمال داده‌می‌شود که اینجا محل عزلت و گوشه‌نشینی و نه شهر بوده‌است. کائوله در قرن شانزده به دلایلی شاید ورود پرتغالی‌ها متروک گشت.
نویل چیتیک باستان‌شناس انگلیسی و اولین رئیس مؤسسه تحقیقاتی شرق آفریقا در نایروبی در سال ۱۹۵۸ در این مکان حفاری‌هایی انجام داد.

## یادداشت
1. ↑  Neville Chittick